# Нілюфер
Нілюфер (тур. Nilüfer) — район провінції Бурса (Туреччина), частина міста Бурса. Названий на честь річки Нилюфер, яка  протікає по його території. 2 вересня 2020 року у цьому муніципалітеті була знесена православна церква святого Георгія, яка була зведена у 1896 році.

## Економіка
Спочатку це була сільська місцевість з розвиненим сільським господарством, проте в останні роки в районі бурхливо розвивається індустрія. 